# Ramón Pons
Ramón Pons (Valencia, 13 de octubre de 1940 - Madrid, 21 de abril de 2014) fue un actor español.

## Biografía
Se inició en el mundo artístico a través del Teatro Español Universitario, de la mano de José Sanchis Sinisterra,  Josè Luis Gil de la Calleja, Josè María Morera y Antonio Díaz Zamora, pasando en 1968 a la compañía de Alberto Closas y Julia Gutiérrez Caba. Posteriormente trabajó en Latinoamérica y Francia.
Luego de una temporada donde centró su carrera en los escenarios, su paso por el cine no es especialmente prolífico. En la década de 1970, y coincidiendo con el auge del género conocido como destape, alcanzó status de galán joven en diversos títulos. Tras un parón de cerca de 25 años, en 2009 fue recuperado para el cine por Pedro Almodóvar, interpretando al padre de Penélope Cruz en Los abrazos rotos.
También tuvo una presencia muy activa en la televisión española de los años 70 y 80.
Escribió su autobiografía titulada Mientras el cuerpo aguante.
Ramón Pons falleció en Madrid el 21 de abril de 2014 a consecuencia de una anemia.

## Teatro (selección)
- Yerma, con Núria Espert.
- El sombrero de tres picos, de Pedro Antonio de Alarcón.
- Caviar o lentejas (1965)
- Tan alegre...Tan extraño (1966), de Alfonso Paso.
- Es mejor en otoño (1968), de Alfonso Paso, con Celia Gámez.
- Una noche de lluvia (1968), de Joaquín Calvo Sotelo.
- Amores cruzados (1970)
- Cuatro historias de alquiler (1970)
- Tirano Banderas (1974), con dirección de José Tamayo.
- Hablemos a calzón quitado (1976), de Guillermo Gentile.
- Julio César (1976) de William Shakespeare.
- El médico a palos (1979), de Molière.
- El corto vuelo del gallo (1980), de Jaime Salom.
- Calixto y Melibea (1980) de Ricarlo López Aranda.
- Casandra (1984), de Benito Pérez Galdós.
- La herida del tiempo (1984), de J. B. Priestley.
- La Orestíada (1984), de Esquilo.
- La posadera (1986) de Carlo Goldoni.
- La jerga nacional (1986) de Lauro Olmo.
- Proceso a Besteiro (1986) de Manuel Canseco.
- Rosas de otoño (1990), de Jacinto Benavente.
- El abanico de Lady Windermere (1992), de Oscar Wilde.
- La camisa (1995), de Lauro Olmo.
- El cerco de Numancia, de Miguel de Cervantes.
- Crimen perfecto (2000), de Frederick Knott.
- Vamos a contar mentiras (2005), de Alfonso Paso.
- Fin de partida (2010), de Samuel Beckett.
- La nieta del Dictador (2013-2014), de David Desola.

## Filmografía
- El espacio vacío (2009)
- Los abrazos rotos (2009)
- Escarabajos asesinos (1984)
- Han violado a una mujer (1982)
- El virgo de Visanteta (1979)
- El sacerdote (1978)
- La dudosa virilidad de Cristóbal (1977)
- El avispero (1976)
- Una abuelita de antes de la guerra (1975)
- Los caballeros del botón de ancla (1974)
- Juegos de sociedad (1974)
- Ceremonia sangrienta (1973)
- Una gota de sangre para morir amando (1973)
- Experiencia prematrimonial (1972)
- Los farsantes del amor (1972)
- Señora casada necesita joven bien dotado (1971)
- Un, dos, tres, al escondite inglés (1970)

## Televisión
- Policías, en el corazón de la calle
  - Velocidad de fuga entre sus fauces (28 de septiembre de 2000)
  - Hombres sin lágrimas (23 de noviembre de 2000)
- El comisario
  - La jauría (20 de marzo de 2000)
- Médico de familia
  - Los años dorados (5 de octubre de 1999)
- Periodistas
  - El toro Dolly (1 de enero de 1999)
- Entre naranjos
  - Episodio 1.3 (29 de mayo de 1998)
- El súper (1997-1998)
- Éste es mi barrio
  - Bisnes son bisnes (8 de noviembre de 1996)
- Canguros
  - Episodio 5.12 (1 de enero de 1996)
- Los ladrones van a la oficina
  - La venus del orzuelo (13 de julio de 1994)
- Le gorille
  - Le Gorille dans le potaunoir (25 de noviembre de 1990)
- Clase media (1987)
- La voz humana
  - 10.000 libras (22 de agosto de 1986)
- La comedia dramática española
  - Proceso a Besteiro (31 de julio de 1986)
- Cuentos imposibles
  - Rosa fresca (16 de octubre de 1984)
- Teatro breve
  - Ciencias exactas (25 de abril de 1980)
  - Maruja (16 de mayo de 1980)
- Novela
  - La pródiga (6 de octubre de 1975)
- Noche de teatro
  - Los huevos de avestruz (14 de junio de 1974)
- Ficciones
  - Katrina (6 de enero de 1972)
  - El alquiler del fantasma (5 de mayo de 1973)
  - El violín de Cremona (12 de enero de 1974)
  - Sólo carne (2 de marzo de 1974)
- Hora once
  - Una aventura curiosa (10 de enero de 1970)
  - Billy Budd (22 de julio de 1972)
- Escritores en televisión
  - Fábula de la dama y el alquimista (4 de diciembre de 1968)
- Estudio 1
  - Nocturno (27 de septiembre de 1967)
  - Papá se enfada por todo (10 de agosto de 1973)
  - Chatterton (22 de junio de 1978)
  - La comedia nueva o el café (27 de febrero de 1981)
- Historias para no dormir
  - El tonel (4 de marzo de 1966)
- Águila Roja
  - Apariciones esporádicas como miembro del Santo Oficio, Diego de Arce.